# Cerkev sv. Martina, Šmartno pri Litiji
Cerkev sv. Martina stoji na osrednjem trgu v Šmartnem pri Litiji, na mestu, kjer je prvotno stala stara župnijska cerkev, prav tako posvečena svetem Martinu. Staro cerkev so leta 1899 podrli, ker je postala premajhna, in na njenem mestu pričeli graditi novo pod vodstvom Ivana Lavrenčiča, župnika in dekana v Šmartnem. Mogočna novogotska cerkev je bila posvečena 15. septembra 1901.